# Атила Салаи (фудбалер)
Атила Арпад Салаи (мађ. Attila Árpád Szalai; Будимпешта, 20. јануар 1998) је мађарски професионални фудбалер који игра за Хофенхајм у Бундеслиги Немачке и репрезентацију Мађарске као одбрамбени играч.

## Каријера

### Рапид Беч
Године 2012. позвао га је аустријски Бундеслигаш Рапид Беч који је освојио највише титула аустријског шампиона (32) и после недељу дана пробног периода потписао је уговор. Најпре је играо у омладинском и резервном тиму клуба, у трећој лиги, а потом је прошао у сениорски тим. За први тим је дебитовао са 18 година 11. маја 2016, почевши утакмицу код куће против Алтаха, резултат уталмице 1 : 1. То му је била једина утакмица у дресу Рапида.

### Мезекевешд
Дана 1. јула 2017. године потписао је трогодишњи уговор са Мезокевешдом.  За две сезоне у мађарској првој лиги, на 45 утакмица је постигао два гола за клуб.

### Аполон Лимасол
Дана 1. јула 2019. године потписао је четворогодишњи уговор са кипарским тимом Аполон Лимасол.
У кипарском тиму дебитовао је као замена на полувремену у квалификационој утакмици за Лигу Европе УЕФА против Кауно Жалгириса, где је његов тим победио са 2 : 0 11. јула 2019. Такође је постигао и свој први гол у свом новом тиму у реванш мечу тог дуела 18. јула .2019. године
Поред осталих клубова у новембру 2020. турски клуб Галатасарај је показао интересовање за њега.

### Фенербахче
Дана 17. јануара 2021. Салаи је потписао уговор на четири и по године са Фенербахчеом Дана 25. јануара 2021. дебитовао је за Фенербахче у утакмици Супер лиге против Кајзериспора на Улкер арени. У овој утакмици је Фенербахче је победио са 3 : 0.
Дана 8. марта 2021. постигао је свој први гол у Суперлиги против Коњаспора на стадиону Коња Бујукшехир у 29. колу сезоне Супер лиге у сезони 2020/21. Фенербахче је опет победио са 3 : 0.
Дана 28. фебруара 2022. постигао је свој први и једини гол у сезони Супер лиге 2021/22. против Касимпаше С.К. на стадиону Реџеп Тајип Ердоган у Истанбулу. Утакмица је завршена победом Фенербахчеа резултатом 2 : 1.
У сезони Супер лиге 2022/23. одиграо је 32 утакмице и постигао два гола. Постигао је свој први гол у сезони у победи од 4 : 0 против Коњаспора 25. фебруара 2023. године, а 10. априла 2023. постигао је гол у победи од 2 : 1 у гостима против Фатиха Карагумрука С.К. на Олимпијском стадиону Ататурк у Истанбулу.
Дана 11. јуна 2023. освојио је Куп Турске у фудбалу за 2023. годину са Фенербахчеом. У финалу, његов клуб је победио са 2 : 0 Истанбулски Башакшехир.
Иако је био договорен прелазак у ФК Унион Берлин почетком лета 2023. године, купио га је ТСГ Хофенхајм.

### Хофенхајм
Дана 24. јула 2023. Салаи се придружио ТСГ Хофенхајму са четворогодишњим уговором, уз накнаду од 12,3 милиона евра.
Дана 19. августа 2023. дебитовао је против СЦ Фрајбурга у поразу код куће резултатом 2 : 1 у сезони Бундеслиге 2023/24. Постигао је и аутогол у 39. минуту.] Сходно томе, он је замењен у полувремену и није се појавио у почетној постави у следећој утакмици клуба против 1. ФК Хајденхајм. Дана 2. септембра 2023. играо је против ВфЛ Волфсбурга коју је одиграо до краја.

## Репрезентација
Салаи је дебитовао за репрезентацију Мађарске 15. новембра 2019. у пријатељској утакмици против Уругваја. Заменио га је Ботонд Барат у 72. минуту.
Дана 1. јуна 2021. Салаи је укључен у репрезентацију састављену од 26 играча који ће представљати Мађарску на поново заказаном УЕФА Еуро 2020 турниру.
Свој први гол за репрезентацију Мађарске је постигао против Луксембурга у пријатељској утакмици на стадиону Стаде де Лукембоург у Гаспериху, град Луксембург, Луксембург 17. новембра 2022. године.

### Утакмице за репрезентацију
Ажурирано match played on 20 June 2023.
| Репрезентација | Година | Ута. | Голови |
| -------------- | ------ | ---- | ------ |
| Мађарска       | 2019   | 1    | 0      |
| Мађарска       | 2020   | 7    | 0      |
| Мађарска       | 2021   | 15   | 0      |
| Мађарска       | 2022   | 8    | 1      |
| Мађарска       | 2023   | 4    | 0      |
| Укупно         | Укупно | 35   | 1      |